# Aramis (Äthiopien)
Aramis ist eine paläontologische und paläoanthropologische Fundstätte aus dem unteren Pliozän im Afar-Dreieck von Äthiopien. Sie liegt bei 40° 30' Ost, 10° 30' Nord und wurde international bekannt als Fundstätte von zahlreichen homininen Fossilien, darunter das rund 4,4 Millionen Jahre alte Typusexemplar von Ardipithecus ramidus und das 2009 beschriebene Fossil „Ardi“. Die Fundstätte wurde nach einem Nebenfluss des Flusses Awash und einer gleichnamigen Siedlung benannt. Sie befindet sich westlich des Mittleren Awash, rund 70 Kilometer südlich von Gona sowie von Hadar, dem Fundort von „Lucy“. Der Geologe Maurice Taieb hatte das Gelände als besonders erfolgversprechend für die Suche nach homininen Fossilien erkannt, Aramis wird seit 1976 erkundet.
Zu den besonders aussagekräftigen Funden gehört ein 2006 vorgestellter, 4,2 bis 4,1 Millionen Jahre alter Oberschenkelknochen, der sowohl Merkmale von Ardipithecus als eines deutlich jüngeren Australopithecus besitzt. Dieser Knochen sowie mehrere fossile Zähne und Kiefer-Fragmente wurden Australopithecus anamensis zugeschrieben und belegen den Autoren der Studie zufolge einen raschen evolutiven Übergang von Ardipithecus zu Australopithecus in Nordostafrika.
Aramis ist ferner ein Fundort von fossilen Meerkatzenverwandten.

## Belege
1. ↑  Eintrag Aramis in Bernard Wood (Hrsg.): Wiley-Blackwell Encyclopedia of Human Evolution. 2 Bände. Wiley-Blackwell, Chichester u. a. 2011, ISBN 978-1-4051-5510-6.
2. ↑  Nordic Africa Institute: Local history of Ethiopia, Eintrag Aramis.
3. ↑  Tim D. White, Giday WoldeGabriel, Berhane Asfaw et al.: Asa Issie, Aramis and the origin of Australopithecus. In: Nature. Band 440, 2006, S. 883–889, doi:10.1038/nature04629.
4. ↑  Stephen R. Frost: New early Pliocene Cercopithecidae (Mammalia, Primates) from Aramis, Middle Awash Valley, Ethiopia. In: American Museum Novitates. Nr. 3350, 2001, S. 1–36, doi:10.1206/0003-0082(2001)350<0001:NEPCMP>2.0.CO;2.

Koordinaten: 10° 30′ 0″ N, 40° 30′ 0″ O